# Семенська сільська рада
| Семенська сільська рада — колишній орган місцевого самоврядування у Немирівському районі Вінницької області з адміністративним центром у с. Семенки. Сільській раді підпорядковані населені пункти: - с. Семенки - с. Мар'янівка - с. Салинці |

## Склад ради
Рада складається з 14 депутатів та голови.

## Керівний склад сільської ради
| ПІБ                            | Основні відомості                                                 | Дата обрання | Дата звільнення |
| ------------------------------ | ----------------------------------------------------------------- | ------------ | --------------- |
| Махиня Костянтин Костянтинович | Сільський голова, 1964 року народження, освіта, безпартійний      | 26.03.2006   | 31.10.2010      |
| Махиня Костянтин Костянтинович | Сільський голова, 1964 року народження, освіта вища, безпартійний | 31.10.2010   |                 |

Примітка: таблиця складена за даними джерела